# Паппе, Вадим Михайлович
Вади́м Миха́йлович Паппе́ (нем. Wadim Pappé ; 17 апреля 1942 — июнь 2012) — советский и российский энциклопедист и историк искусства. Сын Ирины Георгиевны Паппе, племянник Анатолия Георгиевича Паппе.

## Биография
Родился в семье московских музыкантов и артистов французского происхождения (из эльзасцев). Окончил Школу-студию МХАТ (вуз) по специальности художник-декоратор. Работал в Музее МХАТ СССР, с 1976 — старший редактор издательства Большая Российская энциклопедия (до 1991 — Советская энциклопедия).
Автор сотен статей об архитектуре, живописи, хореографии и артистах балета, театре и кино, деятелях мирового искусства, о европейских городах и театрах, о театральных фестивалях, опубликованных в энциклопедиях «Балет», «Русский балет», «Русский драматический театр», «Большая Российская энциклопедия», «Кино: Энциклопедический словарь» и др., также в периодике. Редактор статей о театре, кино и архитектуре в Большой Российской и Советской энциклопедиях. Многие статьи иллюстрированы собственными, профессионально выполненными фотографиями.
Автор книги «2500 хореографических премьер XX века. 1900—1945» (в соавторстве с В. А. Кулаковым; М., издательство Дека-ВС, 2008).
Пропал без вести 28 июня 2012 года на территории Московской области. Дальнейшая судьба неизвестна.

## Научные труды
- Кулаков В. А., Паппе В. М. 2500 хореографических премьер XX века. 1900—1945. — М.: Дека-ВС, 2008. — 336 с. — ISBN 978-5-901951-36-1.
- Паппе В. М. Балет и танец в кино // Кино: Энциклопедический словарь / Гл. ред. С. И. Юткевич. — М.: Советская энциклопедия, 1987. — 640 с.
- Паппе В. М. Опера в кино // Кино: Энциклопедический словарь /Гл. ред. С. И. Юткевич. — М.: Советская энциклопедия, 1987. — 640 с.
- «Опера» // Кино: Энциклопедический словарь/ Гл. ред. С. И. Юткевич; — М.: Советская энциклопедия, 1987. — 640 с.